# Relaciones Cuba-Haití
Las relaciones Cuba-Haití se refieren a las relaciones bilaterales entre Cuba y Haití. Cuba tiene una embajada en Puerto Príncipe y Haití tiene una embajada en La Habana.

## Historia

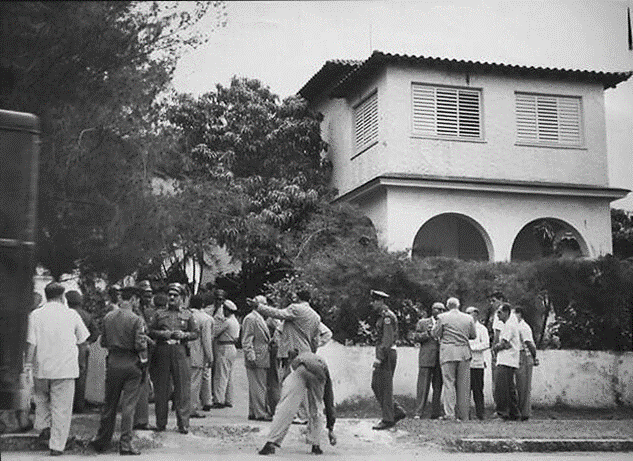
Policía nacional de Cuba en las afueras de la Embajada de Haití después de la Masacre en la embajada de Haití en Cuba.

El 29 de octubre de 1956 ocurrió la Masacre en la embajada de Haití en Cuba. Pocas semanas más tarde el gobierno de Fulgencio Batista le concedió un empréstito de tres millones de dólares al gobierno de Haití como conpemsación. El 14 de agosto de 1959, Cuba y Haití rompieron relaciones diplomáticas durante la dictadura de François Duvalier en Haiti y la dictadura de Fidel Castro en Cuba, tras que fracasara un intento de invasión a Haití organizado desde Cuba.
En 1977, a pesar de no tener lazos diplomáticos oficiales, las naciones del Caribe firmaron el Acuerdo sobre límites marítimos entre Cuba y Haití que establece la frontera marítima oficial en el Paso de los Vientos. El presidente de Haití Jean-Bertrand Aristide y Fidel Castro acordaron restablecer relaciones en 1997 y más tarde ese año, una embajada cubana abrió en Puerto Príncipe.

## Desarrollo
Desde el huracán Georges, Cuba ha enviado ayuda médica a Haití en forma de médicos, educación y suministros médicos. Más de 3.000 médicos han sido enviados a Haití desde 1998 y han educado a 550 haitianos en la Escuela Latinoamericana de Medicina en La Habana, y 567 haitianos estudian actualmente en la ELAM en 2010. De 1998 a 2010, Cuba realizó más de 207.000 cirugías, restauró la vista a 45.000 personas, realizó 14,6 millones de consultas médico-paciente, enseñó a leer a 100.000 personas y ayudó en el nacimiento de 100.000 niños. Tras el terremoto de Haití de 2010, Cuba estuvo entre los primeros en responder enviando equipos médicos que vieron a cientos de miles de pacientes y realizaron más de 70.000 cirugías. Se ha documentado un cambio en la mortalidad infantil y la esperanza de vida en Haití debido a la ayuda médica de Cuba.

## Diáspora
Los cubanos haitianos suman 300.000 en Cuba, y el criollo haitiano es el segundo idioma más hablado en el país. Muchos han llegado en los últimos años debido a desastres naturales en Haití, como el terremoto de Haití de 2010.